# Heino Kiik

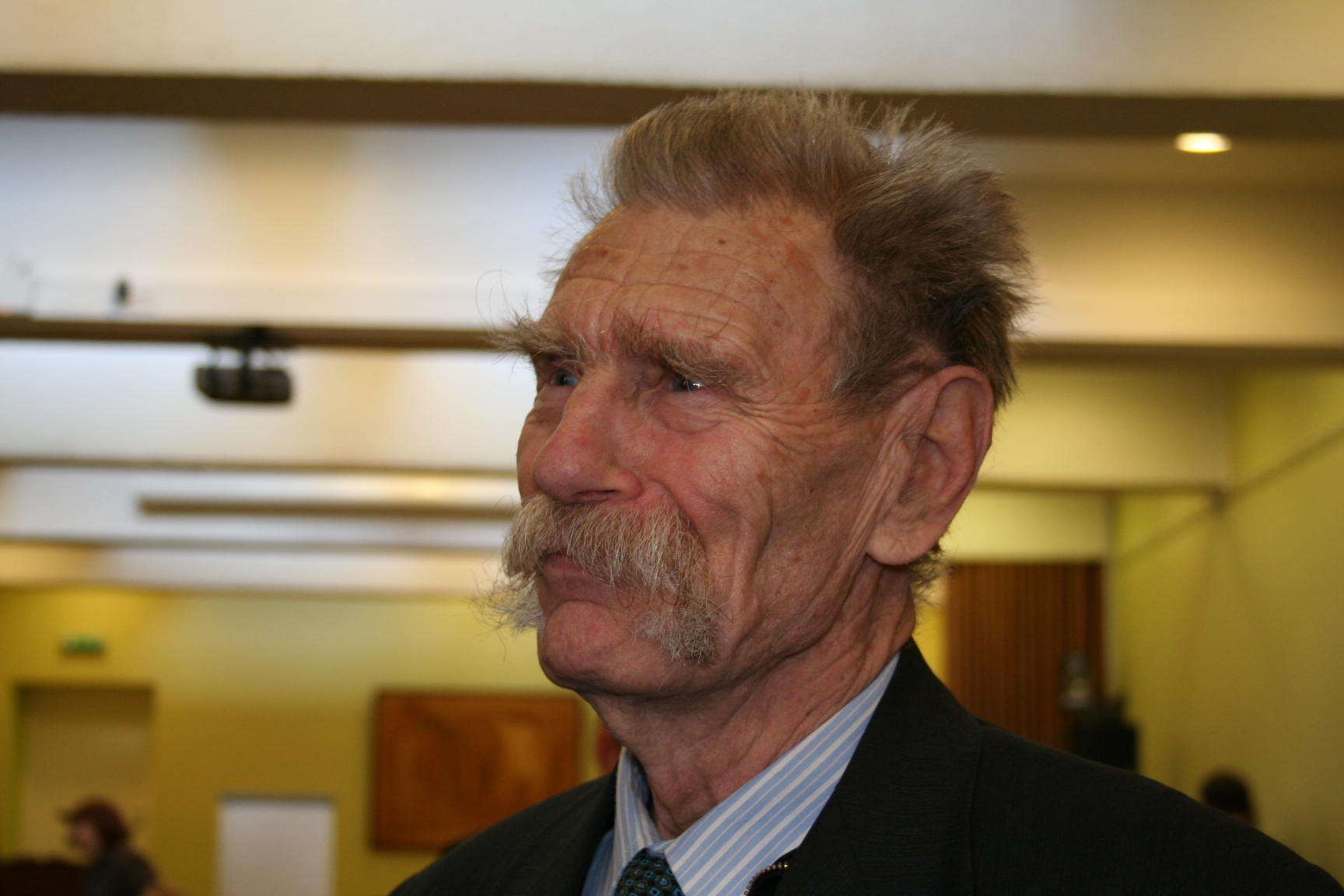
Heino Kiik (2012)

Heino Kiik (* 14. Mai 1927 im Dorf Jaaguvälja, heute Dorf Änniksaare, Landgemeinde Avinurme, Kreis Ida-Viru, Estland; † 22. Februar 2013) war ein estnischer Schriftsteller.

## Frühe Jahre
Heino Kiik wurde als Sohn eines Landwirts geboren. Er besuchte von 1935 bis 1941 die Schule in Vadi und anschließend bis 1944 das Gymnasium in Mustvee. Mit der sowjetischen Besetzung Estlands wurden 1945 sein Vater Jaan (1899–1947) verhaftet und 1949 seine Mutter Ella-Johanna (* 1899) und sein Bruder Kalju (* 1935) sowie andere Familienmitglieder nach Sibirien deportiert. In Sibirien kamen der Vater und weitere Angehörige der Familie ums Leben.
Von 1945 bis 1947 machte Kiik eine Ausbildung am Gartenbauinstitut in Räpina. 1947 bis 1956 studierte Kiik Agrarwissenschaft an der Estnischen Landwirtschaftsakademie (heute Estnische Universität der Umweltwissenschaften) in Tartu. Ab 1948 arbeitete er in verschiedenen sozialistischen Betrieben als Agronom und Gärtner.
Heino Kiik begann in den 1950er Jahren eine journalistische und schriftstellerische Karriere. Von 1952 bis 1954 war er als Gehilfe bei der landwirtschaftlichen Zeitung Talurahvaleht tätig, 1950/51 in der Redaktion des kommunistischen Blatts Rahva Hääl („Volksstimme“) und 1955 bis 1958 bei der Zeitung Edasi („Vorwärts“). Von 1952 bis 1962 war er verantwortlicher Redakteur der Zeitschrift Sotsialistlik Põllumajandus („Sozialistische Landwirtschaft“). Er veröffentlichte zahlreiche Bücher und Aufsätze zum Gartenbau und zur Pflanzenkunde.
Von 1969 bis 1971 und 1974/75 nahm Kiik Schriftstellerkurse am renommierten Maxim-Gorki-Literaturinstitut in Moskau.

## Schriftsteller
Ab 1963 war Kiik als freiberuflicher Schriftsteller tätig. Heino Kiik wurde einem größeren Publikum vor allem mit seiner Prosaliteratur bekannt. 1969 trat er dem Schriftstellerverband der Estnischen SSR bei. Von 1976 bis 1981 und von 1986 bis 1989 gehörte er dem Vorstand des Schriftstellerverbands an. Von 1981 bis 1986 war er Sekretär des Verbands.
Seine Romane sind dem Realismus verpflichtet. Daneben schrieb der Reiseliteratur und populärwissenschaftliche Werke. Aufmerksamkeit fanden auch seine Memoiren, die er in Tagebuchform ab 1976 herausgab. Kiik nannte sie „Dokumentalromane“.
Zahlreiche Werke Kiiks kritisierten die Zustände in der Sowjetunion, insbesondere die Kollektivierung der Landwirtschaft und die sowjetischen Deportationen, wenn auch gelegentlich nur zwischen den Zeilen und hinter vorgehaltener Hand. Viele seiner Bücher wie Mind armastas jaapanlanna und Maria Siberimaal entstanden bereits in den 1970er Jahren, konnte aber wegen der sowjetischen Zensur erst nach dem politischen Umbruch in Estland frei veröffentlicht werden. 1980 war Kiik Mitunterzeichner des sogenannten „Briefs der Vierzig“. Der offene Brief prangerte die Russifizierungspolitik der sowjetischen Behörden in der Estnischen SSR scharf an.

## Politiker
Nach Wiedererlangung der estnischen Unabhängigkeit engagierte sich Heino Kiik auch parteipolitisch. Von 1994 bis 2000 gehörte er der Eesti Sinine Erakond an, von 2000 bis 2002 der Nachfolgepartei Eesti Demokraatlik Partei und ab 2002 der konservativen Isamaa ja Res Publica Liit.

## Werke (Auswahl)
- Metsiku taltsutamine. Puhume juttu põllust ja muustki. (Jugendbuch, 1965)
- Mõedaku eelpäev (Erzählung, 1966)
- Taimetark (landwirtschaftliches Sachbuch, 3 Bände, 1968–1986)
- Tondiöömaja (Roman, 1967)
- Arve Jomm (Roman, 7 Bände, 1971–1990)
- Tütarlaps ja teised (Schauspiel, 1974)
- Maailma viljad (landwirtschaftliches Sachbuch, 4 Bände, 1982–1986)
- Elupadrik (Roman, 1986)
- Rõõm päikesest (Publizistik, 1986)
- Mind armastas jaapanlanna (erotischer Roman; Band I 1987, Band II 1990; zweite Auflage 1992)
- Maria Siberimaal (Roman, 1988)[3]

## Privatleben
Heino Kiik war seit 1968 in zweiter Ehe mit der Balletttänzerin Helmi Puur (* 1933) verheiratet.